# 墨西哥異紋谷鱂
墨西哥異紋谷鱂，為輻鰭魚綱鯉齒目鯉齒亞目谷鱂科的其中一種，為熱帶淡水魚，分布於中美洲墨西哥Marabasco河流域，體長可達4公分，棲息在底中層水域，以藻類為食，生活習性不明，可做為觀賞魚。